# Wiktor Czernow (wojskowy)
Wiktor Gieorgijewicz Czernow (ros. Виктор Георгиевич Чернов, ur. 19 kwietnia?/1 maja 1899 w Petersburgu, zm. 17 marca 1945 w Dąbiu, wówczas pod Szczecinem) – radziecki generał major, Bohater Związku Radzieckiego.

## Życiorys

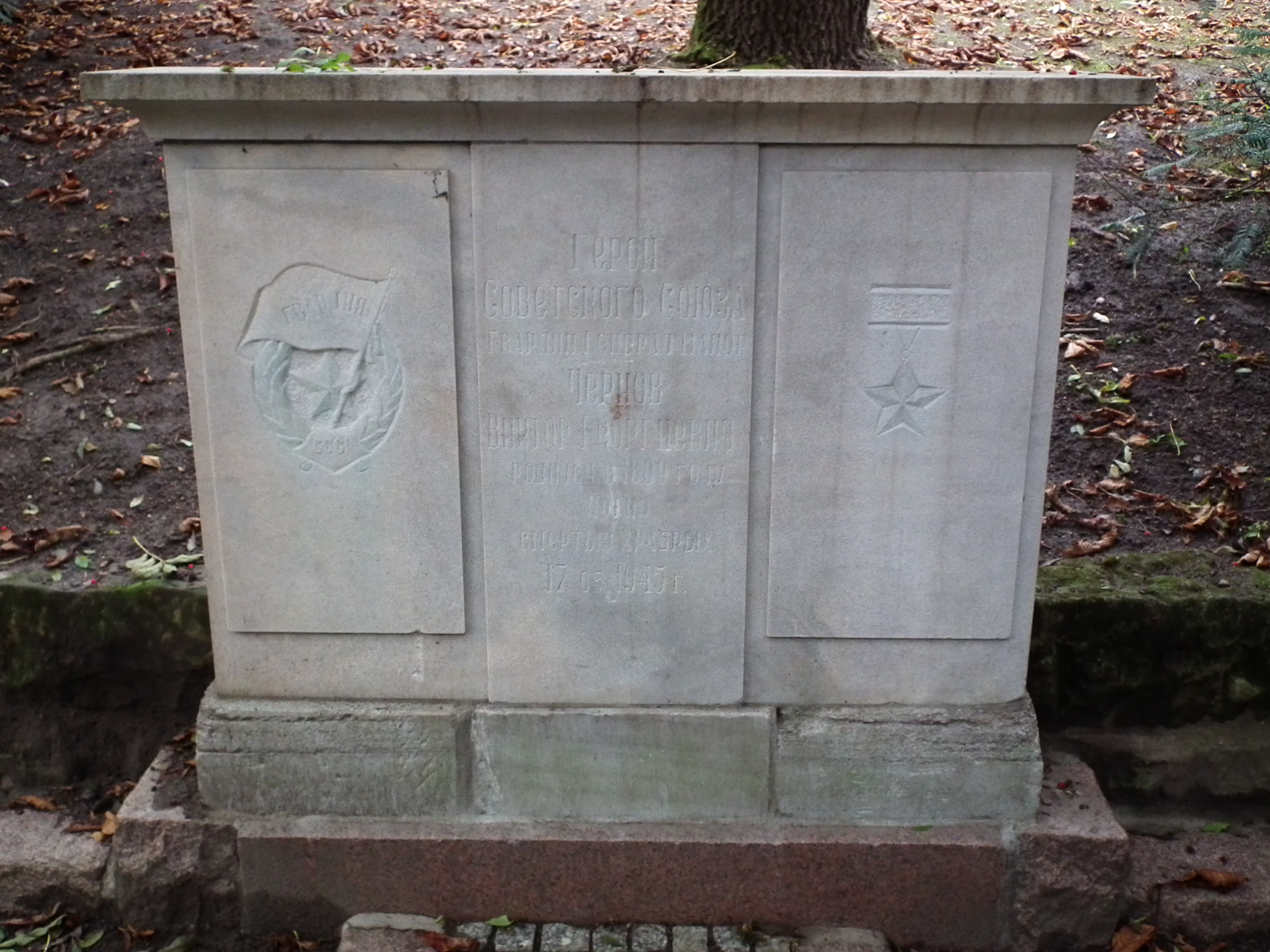
Grób na Cytadeli w Poznaniu

Pochodził z robotniczej rodziny rosyjskiej. Od lutego 1917 w armii carskiej, po rewolucji październikowej przeszedł na stronę czerwonych. Walczył w wojnie domowej, m.in. przeciwko Romanowi von Ungern-Sternbergowi w Mongolii. Po 1922 kierował jednostkami strzeleckimi na Dalekim Wschodzie, a do 1938 stopniowo awansował w hierarchii dowódczej Armii Czerwonej. W 1942 został mianowany dowódcą 277 Dywizji Piechoty, ale szybko go zdegradowano i mianowano zastępcą dowódcy 120 Dywizji Piechoty. Brał udział w obronie Stalingradu. W kwietniu 1943 został mianowany dowódcą 90 Dywizji Strzelców Gwardii. Walczył w bitwie na łuku kurskim, a potem został wysłany do Moskwy, aby przejść przyspieszony kurs w Wyższej Akademii Wojskowej im. Woroszyłowa.
15 września 1943 został mianowany generałem majorem. Uczestniczył w przejmowaniu z rąk niemieckich Kowla, a następnie, jako jeden z pierwszych dotarł do warszawskiej Pragi. Przebijał się na zachód w rejonie Nowego Dworu Mazowieckiego.
Zginął uderzony bezpośrednio odłamkiem w głowę podczas operacji pomorskiej na obrzeżach Dąbia pod Szczecinem. Pochowany na cmentarzu radzieckim na poznańskiej Cytadeli.